# Samsung SPH-M100
Samsung SPH-M100 (UpRoar) phát hành vào 2000 là điện thoại đầu tiên có khả năng nghe nhạc MP3. Điện thoại có tên trong All-TIME 100 tốt nhất và các tiện ích có ảnh hưởng nhất từ 1923 đến 2010 bởi Peter Ha trên Time.

## Liên kết
- GSM History - reference site for history of first GSM mobiles
- Samsung website product details Lưu trữ ngày 6 tháng 1 năm 2008 tại archive.today